# The Scarecrow (film 1911)
The Scarecrow è un cortometraggio muto del 1911 diretto da Frank Wilson.

## Trama
Un nuotatore perde i suoi vestiti a causa di un'esplosione ed è costretto a vestirsi usando gli abiti presi da uno spaventapasseri.

## Produzione
Il film fu prodotto dalla Hepworth.

## Distribuzione
Distribuito dalla Hepworth, il film - un cortometraggio di 107 metri - uscì nelle sale cinematografiche britanniche nel settembre 1911.
Si conoscono pochi dati del film che, prodotto dalla Hepworth, fu distrutto nel 1924 dallo stesso produttore, Cecil M. Hepworth. Fallito, in gravissime difficoltà finanziarie, il produttore pensò in questo modo di poter almeno recuperare il nitrato d'argento della pellicola.